# Villa Ghezzi Antonelli
Villa Ghezzi Antonelli è una storica residenza di Brunate in Lombardia.

## Storia
La villa risale al primo decennio del XX secolo. L'aspetto odierno della villa è probabilmente la conseguenza di un rifacimento e abbellimento effettuato all'inizio degli anni 1920 e ispirato alle soluzioni architettoniche della vicina villa Rebuschini.

## Descrizione
La villa è oggi caratterizzata dalla presenza reiterata di colonne binate, che si trovano nella recinzione che costeggia la strada, intervallate dai ricami in ferro battuto della cancellata, e in diverse parti dell'edificio.
L'ingresso, posto subito dietro le otto colonnine binate della cancellata, è sormontato da una loggetta trifora che poggia su altre otto colonnine binate che vengono richiamate dalla ringhiera del terrazzino che copre la loggia, anche questo riccamente ornato da ferri battuti. Anche sui quattro lati della torretta-belvedere, che si esce di un piano sopra la villa al centro della facciata, si ritrova lo stesso schema di otto colonnine binate che sorreggono tre archi a tutto sesto per ogni lato.
Affacciata verso il lago si trova una doppia loggia ad angolo. Quella superiore è rimasta aperta, mentre quella inferiore è stata chiusa a veranda.
Verso il lago la villa guadagna due piani a causa del terreno scosceso; uno di questi due piani inferiori presenta un balcone scavato nel corpo della villa e leggermente aggettante, con rivestimento di finte rocce quasi a simulare un'unione tra architettura ed elemento naturale.
Le decorazioni dei due piani fuori terra è a graffito, mentre i due piani inferiori verso il lago sono esternamente rivestiti con bugnato liscio. Sulla facciata verso la strada si trovano due medaglioni in ceramica sulle finestre binate dei due corpi laterali. Accanto alla villa è collocato un finto pozzo in ferro battuto.